# Jan van Goyen

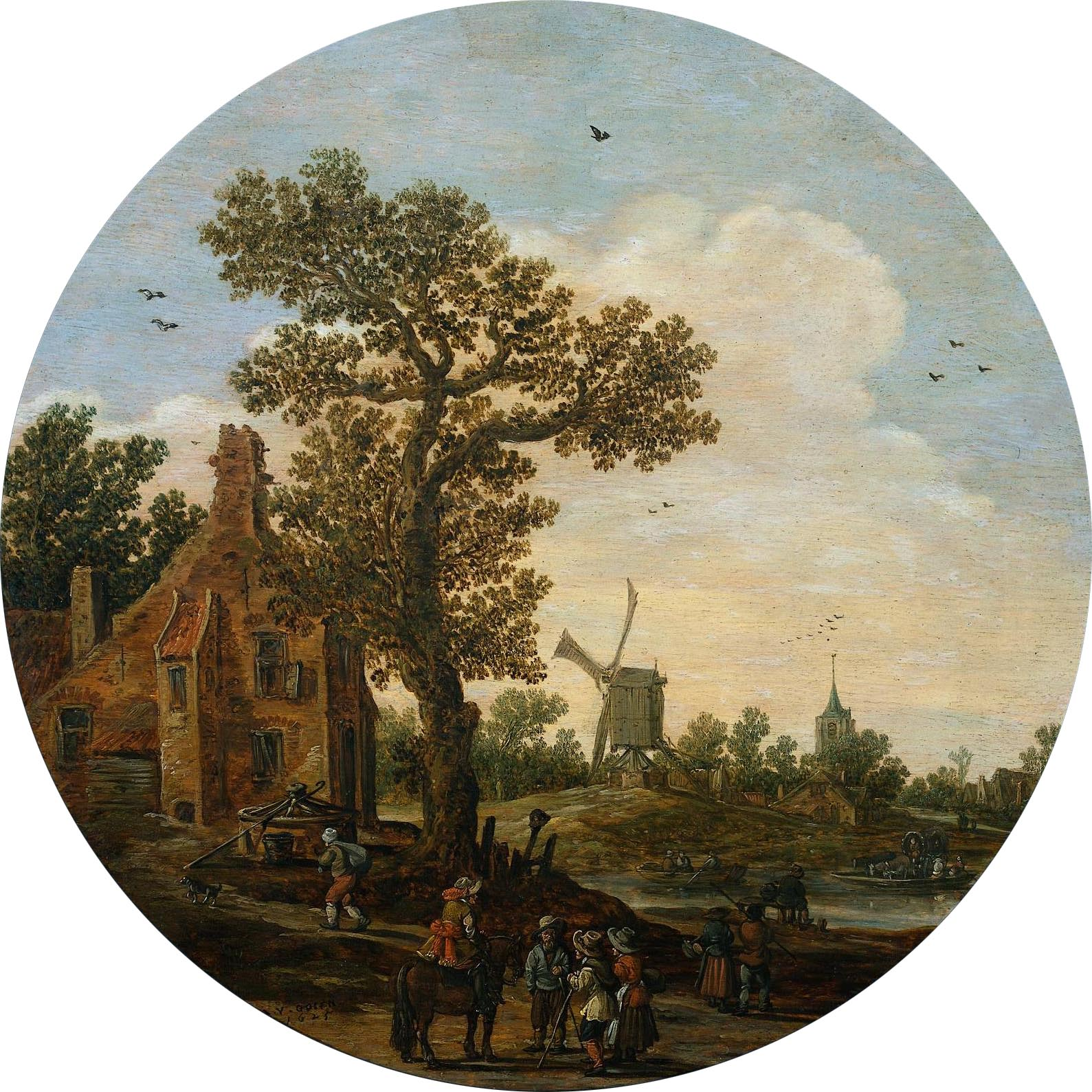
"Verão" - "Rijksmuseum" em Amsterdam - 1625.

Jan van Goyen (Leiden, 13 de janeiro de 1596 — Haia, 27 de abril de 1656) foi um pintor holandês, autor de várias paisagens. Foi um pintor bastante prolífico, sendo-lhe atribuídas cerca de 200 pinturas e mais de 1000 desenhos.
Jan van Goyen era filho de um sapateiro e iniciou a sua aprendizagem em Leiden, sua cidade natal. Como muitos dos pintores holandeses do seu tempo, Jan van Goyen estudou arte na cidade de Haarlem com Esaias van de Velde. Aos 35 anos, estabeleceu uma oficina permanente em Haia. Crenshaw afirma (e menciona fontes) que as paisagens de Van Goyen raramente atingiam preços elevados, facto que o fez aumentar a produção de obras, pintando fina e rapidamente com um leque limitado de pigmentos baratos. Apesar das suas inovações no mercado, ele sempre procurou mais rendimentos, não só através de trabalhos que realizava como comerciante de arte e leiloeiro, mas também pela especulação em tulipas e imóveis. Embora a última atividade fosse geralmente uma via segura de investir dinheiro, a experiência de Van Goyen levou-o a enormes dívidas. Paulus Potter alugou uma das suas casas. Embora pareça ter mantido uma oficina, os seus únicos alunos matriculados foram Nicolaes van Berchem, Jan Steen e Adriaen van der Kabel. A lista de pintores que influenciou é muito maior.
Em 1652 e 1654 foi obrigado a vender a sua coleção de pinturas e gravuras, tendo-se mudado posteriormente para uma casa menor. Morreu em 1656, em Haia, com ainda 18.000 florins em dívida, obrigando a viúva a vender os seus móveis e restantes pinturas. Os problemas de Van Goyen podem também ter afetado as perspetivas iniciais do seu aluno e enteado Jan Steen, que deixou Haia, em 1654.